# Nicographics
nicographics（ニコグラフィックス）は日本の映像ディレクターユニット。文献によってはnico graphicsと、「nico」と「graphics」を分けて表記するものもある。

## 経歴
泰永優子（やすなが・ゆうこ）と村井達雄（むらい・たつお）、いずれも1979年生まれのクリエイティブ・ユニット。仙台の大学在学時によりコンビを組み、地方CM、テレビ番組などの制作に携わり始める。2003年には活動拠点を東京に移し、CM、MV、アニメーション制作、CDジャケットデザイン、などを幅広く手がける。2011年Caviar所属。

## Music Video
- つじあやの「Fly high」
- シュノーケル「solar wind」「Bye-Bye × Hello」
- ハナレグミ「Black bird」
- 甲本ヒロト「真夏のストレート」
- 岡野宏典「レモネード」
- NIRGILIS「Brand New Day」「チックチックチック」
- RAGFAIR「Good Good Day!」「メリミー!!」
- tacica「HERO」「人鳥哀歌」「メトロ」「神様の椅子」「命の更新」「ドラマチック生命体」「不死身のうた」「Co.star」「HALO」「LEO」
- ゆず「はるか」「LAND」
- 木村カエラ「Butterfly[2]」「A winter fairy is melting a snow man」
- Milky Bunny「Bunny Days♥」
- Rake「素晴らしき世界」
- ecosystem「ラブレター・フロム・何か?」
- 松任谷由実「Babies are popstars」

## CM
- トヨタ自動車 ハイブリッド「同い歳篇」
- LAWSON 「Natural Lawson Salad」
- ユニ・チャーム 超立体マスク「大きなお顔篇」「虫眼鏡篇」
- Canon EOS KISS X7 「White Kiss 篇」
- ANA 旅割「遼と愛の旅割MANZAI篇」